# 辰市村
辰市村（たついちむら）は奈良県北西部、添上郡に属していた村。現在は奈良市の南部、おおむね奈良市立辰市小学校の校区にあたる。

## 歴史
- 1889年（明治22年）4月1日 - 町村制の施行により、添上郡 東九条村, 西九条村, 杏村が合併し辰市村が成立。
- 1955年（昭和30年）3月15日 - 富雄町、伏見町、帯解町、五ヶ谷村、明治村とともに奈良市へ編入され、消滅。

## 地域

### 施設
- 明正湯 - 公衆浴場[1]。所在地は辰市村大字杏[1]。代表者は辰市村長[1]。

## 出身人物
- 米田庄太郎[2]（社会学者、京都帝国大学教授、文学博士[3]） - 杏村出身。